# Smokvica
Pour les articles homonymes, voir Smokvica (homonymie).
Smokvica est un village et une municipalité située sur l'île de Korčula, dans le comitat de Dubrovnik-Neretva, en Croatie. Au recensement de 2001, la municipalité comptait 1 012 habitants, dont 97,73 % de Croates et le village seul comptait également 1 012 habitants.

## Histoire
La grande église néo-romane Notre-Dame a été construite en 1920 selon les plans de O. Ivekovic à l'emplacement de l'ancienne église. Près de long de l'église se trouve une loge baroque entourée de tous côtés de colonnes. Dans cette localité quelques nobles familles construisirent leurs villas d’été (kastel) et dans les alentours peuvent se voir quelques humbles églises datant du haut Moyen Âge. L'association culturelle et artistique Ante Cefera anime des activités musicales et le folklore local Kumpanija.

## Localités
La municipalité de Smokvica ne compte qu'une seule localité, le village éponyme de Smokvica.